# Bo-Ivan Petersson
Bo-Ivan Petersson, född 28 januari 1931 i Stockholm, död 17 juni 1990 i Oscars församling i Stockholm, var en svensk skådespelare. Han studerade vid Dramatens elevskola  och hade bland annat roller på Dramaten 1957–1958. 
Petersson gifte sig 1971 med Ann-Charlotte Sundberg, med vilken han fick sonen Ivan Mathias Petersson.
Bo-Ivan Petersson är begravd på Sandsborgskyrkogården i Stockholm.

## Filmografi
- 1974 – Det sista äventyret
- 1979 – Mor gifter sig (TV-serie)
- 1981 – Montenegro eller Pärlor och svin

## Teater

### Roller
| År   | Roll                                                  | Produktion                                                                          | Regi                 | Teater        |
| ---- | ----------------------------------------------------- | ----------------------------------------------------------------------------------- | -------------------- | ------------- |
| 1958 | Louis                                                 | Utsikt från en bro Arthur Miller                                                    | Alf Sjöberg          | Dramaten      |
| 1970 | Andre flyttkarlen Fastighetsmäklaren TV-installatören | I hjärtat av Paris (Quatre pièces sur jardin) Pierre Barillet och Jean-Pierre Gredy | Stig Ossian Ericsson | Lilla teatern |
| 1971 |                                                       | Skulle det dyka upp fler lik är det bara å ringa (Busybody) Jack Popplewell         | Stig Ossian Ericson  | Lilla teatern |